# TSV Jarplund-Weding
Der TSV Jarplund-Weding ist ein deutscher Sportverein aus Jarplund-Weding in der schleswig-holsteinischen Gemeinde Handewitt. Bekannt ist der Verein durch seine Handballabteilung, welche mehrere Spielzeiten in der Bundesliga vertreten war. Zusätzlich bietet der Verein Tischtennis, Gymnastik, Turnen, Badminton, Basketball und Fußball an und verfügt darüber hinaus mit der Sportjugend über eine Sparte, die sich ausschließlich um die außersportliche Jugendarbeit in der Gemeinde kümmert (z. B. Zeltlager für Kinder).

## Geschichte
Die Vorläufervereine des TSV Jarplund-Weding waren der SV Weding und der TSV Jarplund. Nachdem die damaligen Dörfer Jarplund und Weding aufgrund der Kommunalgebietsreform von 1974 zu einer Gemeinde verschmolzen, fusionierten fünf Jahre später die beiden Vorläufervereine.

## Handballabteilung
Die Damenmannschaft stieg 1982 erstmals in die Bundesliga auf, in der die Mannschaft bis 1986 vertreten war. Nach einer Spielzeit in der 2. Bundesliga kehrte Jarplund-Weding wieder in die Erstklassigkeit zurück.
Ab 1987 bildete die Handballabteilungen vom TSV Jarplund-Weding und SV Adelby die Spielgemeinschaft SG Jarplund-Weding-Adelby. Die SG gehörte bis 1989 der Bundesliga an. Nach zwei Jahren in der Zweitklassigkeit wurde die Spielgemeinschaft aufgelöst. In der Saison 1991/92 war der TSV Jarplund-Weding nochmals in der 2. Bundesliga vertreten, jedoch zog sich der TSV am Saisonende freiwillig aus der 2. Liga zurück.
Seit 2000 bildeten zunächst die Mädchen- und Damenmannschaften vom TSV Jarplund-Weding und TSV Oeversee die Spielgemeinschaft SG Oeversee-Jarplund-Weding. Zwei Jahre später zog der männliche Bereich nach. Die Herrenmannschaft spielt ab 2010 in der neugegründeten Schleswig-Holstein-Liga. Die Damenmannschaft stieg 2009 durch den Rückzug vom TuS Lübeck 93 in die Oberliga auf und konnte sich dort für die neue Schleswig-Holstein-Liga qualifizieren. In der Saison 2013/14 belegte die Mannschaft den 2. Platz in der SH-Liga und stieg in die Oberliga auf. Zwischen der Saison 2016/17 und 2019/20 traten die Damen wieder in der SH-Liga an. Anschließend startete die Mannschaft in der Kreisliga und tritt seit der Saison 2022/23 in der Kreisoberliga an.

### Jugend
- 1975 gewann die männliche A-Jugend des Vorgängervereins SV Weding die deutsche Meisterschaft
- 1983 gewann die männliche C-Jugend die deutsche Vizemeisterschaft
- 2009 und 2010 gewann die weibliche A-Jugend die deutsche Meisterschaft.

### Bekannte ehemalige Spieler und Spielerinnen
- Heike Franzke (geb. Mehrens), ehemalige Nationalspielerin
- Ingrid Schilk (geb. Fietz), ehemalige Nationalspielerin
- Britta Jänicke, spätere mehrfache Paralympics-Gewinnerin und einzige einarmige Spielerin in der Handball-Bundesliga

## Sportjugend
Die Sportjugend ist eine eigene Sparte im TSV Jarplund-Weding und besteht seit 1984.

### Struktur
In der Sportjugend besteht ein Jugendvorstand, dessen Mitglieder zwischen 16 und 24 Jahre alt sind. Der Vorstand besteht neben dem Jugendwart und dem stellvertretenden Jugendwart aus fünf Beisitzern und einem/einer Schriftführerin.

#### Jugendwart
Seit 2022 ist Tim Treichel Jugendwart.

#### Bisherige Jugendwarte
- Kay Thomsen
- Hans-Joachim Schlemmer
- Arthur Christiansen 1982–1988
- Lothar Christiansen 1988–1995
- Thomas Eifler 1995–2001
- Arne Büll 2001–2004
- Marco Neuwerk 2004–2006
- Cora Sell 2006–2007
- Jonas Asgodom 2007–2009
- Daniel Diedrich 2009–2011
- Wiebke Bölck 2011–2013
- Nathan Asgodom 2013–2015
- Lars Falkenhagen 2015–2017
- Tobias Lang 2017–2019
- Jan Ole Schacht 2019–2022

### Ehrenamt
Neben dem Jugendvorstand sind allerdings noch ca. 30 andere engagierte Jugendliche für die Sportjugend ehrenamtlich aktiv. In der Sportjugend gibt es keine hauptamtlich tätigen Mitarbeiter, sondern es wird alles ehrenamtlich in der Freizeit der Jugendlichen geplant und durchgeführt. Gerade im ersten Quartal des Jahres nehmen sich die Jugendlichen ein ganzes Wochenende Zeit, um ein tolles Programm für Kinder und Jugendliche, nicht nur aus der Gemeinde, zu erarbeiten.

### Teestube
Der ehemalige Werkraum der Jarplunder Schule stand schon längere
Zeit frei und wurde als Abstellraum für altes Schulmobiliar genutzt.
Mit Unterstützung des Schulleiters Bruno-Werner Rogowski und
Bürgermeister Christian Carstensen hatte der Jugend- und Sportausschuss
der Gemeinde Jarplund-Weding beschlossen, den Jugendlichen
des TSV die Räumlichkeit zur Verfügung zu stellen. Eine Aufgabe
für die Jugendlichen, die dann in Eigenleistung alte Möbel und
Sofas beschafften und damit ihren Jugendraum einrichteten. Am 14.
November 1984 war es dann endlich soweit. Die Teestube konnte im
Rahmen einer kleinen Feier offiziell eröffnet werden. Seitdem trifft man sich hier zum gemeinsamen Klönen, Kaffee trinken, gemeinsamen Spielabenden oder um einen Film zu sehen. Aufgrund eines Brandschadens konnten die Jugendlichen ihre Teestube von
Sommer 1993 bis zum Frühjahr 1994 leider nicht nutzen.

### Wappen

Das Wappen der Sportjugend

Das größte Problem, ist die natürliche Fluktuation der jugendlichen Betreuer bzw. Jugendvorstandsmitglieder. Sei es, dass die erste Liebe dazwischenfunkt, sei es, dass eine Ausbildung anfängt, sei es, dass irgendwo in Deutschland ein Studium beginnt oder sei es, dass sich die Interessen des Jugendlichen verlagern. Eine Identifikation zur Sportjugend des TSV musste neben der Teestube als Jugendraum geschaffen werden, um die emotionale Bindung zu festigen und sich weitestgehend immun zu machen gegen die aufgezeigten »Störungselemente«. So nahm die Sportjugend mit ca. 20 Jugendlichen über Himmelfahrt 1988 am 8. Bundesjugendtreffen der Deutschen Turnerjugend in Kiel-Schilksee teil, die mit über 2000 Teilnehmern aus dem damals noch geteilten Deutschland und einem wahrlich sehr jugendgemäßen Programm eine absolute Großveranstaltung darstellte, die sehr zur Motivation in der Jugendarbeit beitrug. Viele der Teilnehmer wurden Betreuer im Kinderzeltlager und Jugendvorstandsmitglieder. Daneben erwuchs gerade aus dem Kinderzeltlager im Sommer die Idee, sich ein eigenes Sportjugend-Wappen zu geben. Mit einem Mal- u. Zeichenwettbewerb wurden die Bedingungen festgelegt und im Rahmen des Weihnachtsmarktes mit der Grundschule Jarplund im November 1988 die besten Entwürfe ausgezeichnet. Das Wappen in blau-gelb-weiß ist seit 1988 das Erkennungszeichen und damit tritt die Sportjugend nach außen hin auf. Die Sportjugend des TSV Jarplund-Weding war damit zum Vorreiter für eine nach außen repräsentierte Eigenständigkeit im Rahmen des Gesamtvereins. Selbst die Landessportjugend als Landesdachverband konnte erst 1990 ihr eigenes Emblem entwickeln, und landesweit gibt es nur wenige Sportjugendgruppen, die es unserer Sportjugend gleichgetan haben.

### Sockenweltrekord
Im Jahr 2009 konnte die Sportjugend, im Rahmen des jährlichen Kinderzeltlagers, sogar bundesweit auf sich aufmerksam machen, als sie 24.725 Socken auf dem Sportplatz in Jarplund aufhängte und sich damit einen Eintrag ins Guinness-Buch der Weltrekorde sicherte.